# 浜坂町
浜坂町（はまさかちょう）は、かつて兵庫県の最北西端 (美方郡) に存在した町。旧二方郡（久斗山地区を除く）。本項では、町制施行前の東浜村（ひがしはまそん）についても述べる。
2005年10月1日付で、温泉町と合併して新温泉町となったため消滅した。

## 地理
浜坂海岸は山陰海岸国立公園に指定されているほか、但馬御火浦は国の名勝及び天然記念物に指定されている。
浜坂温泉郷（七釜・二日市・浜坂）は国民保養温泉地として環境庁（現 環境省）より指定（兵庫県で1番目、全国では79番目）され、1981年（昭和56年）に国の省エネルギー・モデル事業全国1号の指定により、一般家庭や旅館・民宿、町営住宅など775戸に配湯している。
町内の田君川には、全国的に絶滅の危機に瀕しているバイカモ（梅花藻。キンポウゲ科の水中性多年草）の大群落地が広がっている。

### 隣接していた自治体
- 城崎郡香住町
- 美方郡村岡町、温泉町
- 鳥取県岩美郡岩美町

## 歴史
- 1889年（明治22年）4月1日 - 町村制施行により、二方郡浜坂村・芦屋村・清富村・田井村・指杭村・赤崎村・和田村・三尾村の区域をもって東浜村が発足。
- 1891年（明治24年）12月11日 - 東浜村が町制施行・改称して浜坂町となる。
- 1896年（明治29年）4月1日 - 所属郡が美方郡に変更。
- 1954年（昭和29年）10月1日 - 大庭村・西浜村と合併し、改めて浜坂町が発足。
- 2005年（平成17年）10月1日 - 温泉町と合併して新温泉町が発足。同日浜坂町廃止。

## 姉妹都市

### 国内
- 千種町（現宍粟市） - 兵庫県
  - 1984年12月15日姉妹都市提携
- 摂津市 - 大阪府
  - 1996年友好都市提携

### 海外
- 宜興市 - 中華人民共和国 江蘇省 無錫市
  - 1991年友好都市提携

## 産業

### 漁業
- 浜坂漁港 - ホタルイカ水揚げ日本一の港[要出典]
- 諸寄漁港

## 特産品
- ホタルイカ
- 松葉蟹
- 漬魚（浜美屋）
- 清酒（吉村酒造）
- 針（日本精機宝石工業株式会社）
- ひょうたん民芸品

## 地域

### 教育
現在、町立学校はいずれも新温泉町立となっている。
- 浜坂町立浜坂東小学校（旧久斗小・久斗山小・御火浦小・赤崎小の一部を統合）
- 浜坂町立浜坂西小学校（旧諸寄小・居組小を統合）
- 浜坂町立浜坂南小学校（旧大庭小）
- 浜坂町立浜坂北小学校（旧浜坂小・赤崎小の一部を統合）
- 浜坂町立浜坂中学校
- 兵庫県立浜坂高等学校

## 交通

### 鉄道
- 西日本旅客鉄道
  - 山陰本線：久谷駅 - 浜坂駅 - 諸寄駅 - 居組駅

### 道路
- 国道
  - 国道178号
- 都道府県道
  - 兵庫県道47号浜坂温泉線
  - 兵庫県道127号浜坂港浜坂停車場線
  - 兵庫県道128号居組港居組停車場線
  - 兵庫県道257号山田浜坂線
  - 兵庫県道260号三尾浜坂線
  - 兵庫県道261号赤崎久谷停車場線
  - 兵庫県道262号岸田諸寄線
  - 兵庫県道263号竹田指坑線

## 名所・旧跡・観光
- 浜坂温泉郷（七釜温泉、浜坂温泉、二日市温泉）
- 浜坂海岸 - 山陰海岸国立公園の一部
  - 浜坂県民サンビーチ
  - 諸寄海水浴場
  - 居組県民サンビーチ
- 但馬御火浦 - 国の名勝及び天然記念物
  - 下荒洞門
  - 旭洞門
  - 十字洞門

## 出身有名人
- 有本松太郎（実業家） - 皆生温泉の基盤を築いた。
- 加藤文太郎（登山家） - 単独の登山家。